# Lista di asteroidi (216001-217000)
Di seguito una lista di asteroidi dal numero 216001 al 217000 con data di scoperta e scopritore.

## 216001-216100
| Nome     | Designazione provvisoria | Data di scoperta  | Scopritore            |
| -------- | ------------------------ | ----------------- | --------------------- |
| 216001 - | 2005 SZ286               | 26 settembre 2005 | Becker, A. C.         |
| 216002 - | 2005 TL7                 | 1 ottobre 2005    | CSS                   |
| 216003 - | 2005 TF76                | 5 ottobre 2005    | CSS                   |
| 216004 - | 2005 TK103               | 8 ottobre 2005    | Bickel, W.            |
| 216005 - | 2005 TU130               | 7 ottobre 2005    | Spacewatch            |
| 216006 - | 2005 TL160               | 9 ottobre 2005    | Spacewatch            |
| 216007 - | 2005 TX160               | 9 ottobre 2005    | Spacewatch            |
| 216008 - | 2005 TS180               | 1 ottobre 2005    | LONEOS                |
| 216009 - | 2005 UD34                | 24 ottobre 2005   | Spacewatch            |
| 216010 - | 2005 UY65                | 22 ottobre 2005   | NEAT                  |
| 216011 - | 2005 US66                | 22 ottobre 2005   | NEAT                  |
| 216012 - | 2005 UX80                | 25 ottobre 2005   | CSS                   |
| 216013 - | 2005 UL95                | 22 ottobre 2005   | Spacewatch            |
| 216014 - | 2005 UZ141               | 25 ottobre 2005   | CSS                   |
| 216015 - | 2005 UB162               | 27 ottobre 2005   | LINEAR                |
| 216016 - | 2005 UD213               | 27 ottobre 2005   | Mount Lemmon Survey   |
| 216017 - | 2005 UZ253               | 28 ottobre 2005   | Spacewatch            |
| 216018 - | 2005 UJ349               | 25 ottobre 2005   | CSS                   |
| 216019 - | 2005 UU383               | 27 ottobre 2005   | CSS                   |
| 216020 - | 2005 UD510               | 24 ottobre 2005   | Spacewatch            |
| 216021 - | 2005 UF510               | 24 ottobre 2005   | Spacewatch            |
| 216022 - | 2005 UY517               | 25 ottobre 2005   | Becker, A. C.         |
| 216023 - | 2005 VH                  | 2 novembre 2005   | Stevens, B. L.        |
| 216024 - | 2005 VX10                | 2 novembre 2005   | Mount Lemmon Survey   |
| 216025 - | 2005 VX56                | 4 novembre 2005   | Mount Lemmon Survey   |
| 216026 - | 2005 VJ87                | 6 novembre 2005   | Spacewatch            |
| 216027 - | 2005 VS115               | 11 novembre 2005  | Spacewatch            |
| 216028 - | 2005 WB59                | 28 novembre 2005  | Healy, D.             |
| 216029 - | 2005 XW64                | 7 dicembre 2005   | LINEAR                |
| 216030 - | 2005 XR79                | 4 dicembre 2005   | Spacewatch            |
| 216031 - | 2005 YA128               | 28 dicembre 2005  | Mount Lemmon Survey   |
| 216032 - | 2005 YY194               | 31 dicembre 2005  | Spacewatch            |
| 216033 - | 2006 AW67                | 4 gennaio 2006    | Mount Lemmon Survey   |
| 216034 - | 2006 BN143               | 28 gennaio 2006   | Mount Lemmon Survey   |
| 216035 - | 2006 BA168               | 26 gennaio 2006   | Mount Lemmon Survey   |
| 216036 - | 2006 DY9                 | 21 febbraio 2006  | CSS                   |
| 216037 - | 2006 DU12                | 21 febbraio 2006  | Mount Lemmon Survey   |
| 216038 - | 2006 DH59                | 24 febbraio 2006  | Mount Lemmon Survey   |
| 216039 - | 2006 EG16                | 2 marzo 2006      | Spacewatch            |
| 216040 - | 2006 HE1                 | 18 aprile 2006    | LONEOS                |
| 216041 - | 2006 HO9                 | 19 aprile 2006    | Spacewatch            |
| 216042 - | 2006 JC19                | 2 maggio 2006     | Mount Lemmon Survey   |
| 216043 - | 2006 JP33                | 4 maggio 2006     | Mount Lemmon Survey   |
| 216044 - | 2006 JV35                | 4 maggio 2006     | Spacewatch            |
| 216045 - | 2006 KZ55                | 21 maggio 2006    | Spacewatch            |
| 216046 - | 2006 LK1                 | 3 giugno 2006     | Mount Lemmon Survey   |
| 216047 - | 2006 OJ2                 | 18 luglio 2006    | Mount Lemmon Survey   |
| 216048 - | 2006 OQ10                | 26 luglio 2006    | Cordell-Lorenz        |
| 216049 - | 2006 OS13                | 25 luglio 2006    | NEAT                  |
| 216050 - | 2006 OA15                | 26 luglio 2006    | Broughton, J.         |
| 216051 - | 2006 OR17                | 18 luglio 2006    | Siding Spring Survey  |
| 216052 - | 2006 OL20                | 31 luglio 2006    | Siding Spring Survey  |
| 216053 - | 2006 PD10                | 13 agosto 2006    | NEAT                  |
| 216054 - | 2006 PB13                | 14 agosto 2006    | Siding Spring Survey  |
| 216055 - | 2006 PB20                | 14 agosto 2006    | Siding Spring Survey  |
| 216056 - | 2006 PM21                | 15 agosto 2006    | NEAT                  |
| 216057 - | 2006 PU26                | 15 agosto 2006    | NEAT                  |
| 216058 - | 2006 PT35                | 12 agosto 2006    | NEAT                  |
| 216059 - | 2006 PR41                | 14 agosto 2006    | NEAT                  |
| 216060 - | 2006 QN2                 | 17 agosto 2006    | NEAT                  |
| 216061 - | 2006 QU6                 | 17 agosto 2006    | NEAT                  |
| 216062 - | 2006 QJ7                 | 18 agosto 2006    | LINEAR                |
| 216063 - | 2006 QZ8                 | 19 agosto 2006    | Spacewatch            |
| 216064 - | 2006 QP10                | 20 agosto 2006    | Sheridan, E. E.       |
| 216065 - | 2006 QM13                | 16 agosto 2006    | Lin, C.-S., Ye, Q.-z. |
| 216066 - | 2006 QO13                | 16 agosto 2006    | Siding Spring Survey  |
| 216067 - | 2006 QP13                | 16 agosto 2006    | Siding Spring Survey  |
| 216068 - | 2006 QO14                | 17 agosto 2006    | NEAT                  |
| 216069 - | 2006 QZ14                | 17 agosto 2006    | NEAT                  |
| 216070 - | 2006 QO20                | 18 agosto 2006    | LONEOS                |
| 216071 - | 2006 QE25                | 18 agosto 2006    | LONEOS                |
| 216072 - | 2006 QL29                | 16 agosto 2006    | Siding Spring Survey  |
| 216073 - | 2006 QD33                | 23 agosto 2006    | LINEAR                |
| 216074 - | 2006 QE36                | 21 agosto 2006    | Ferrando, R.          |
| 216075 - | 2006 QO44                | 19 agosto 2006    | LONEOS                |
| 216076 - | 2006 QV46                | 20 agosto 2006    | NEAT                  |
| 216077 - | 2006 QG53                | 23 agosto 2006    | NEAT                  |
| 216078 - | 2006 QE54                | 16 agosto 2006    | Siding Spring Survey  |
| 216079 - | 2006 QY57                | 27 agosto 2006    | Sheridan, E. E.       |
| 216080 - | 2006 QK60                | 20 agosto 2006    | NEAT                  |
| 216081 - | 2006 QM78                | 22 agosto 2006    | NEAT                  |
| 216082 - | 2006 QS78                | 23 agosto 2006    | LINEAR                |
| 216083 - | 2006 QZ85                | 27 agosto 2006    | Spacewatch            |
| 216084 - | 2006 QA96                | 16 agosto 2006    | NEAT                  |
| 216085 - | 2006 QT107               | 28 agosto 2006    | CSS                   |
| 216086 - | 2006 QN130               | 20 agosto 2006    | NEAT                  |
| 216087 - | 2006 QE135               | 27 agosto 2006    | LONEOS                |
| 216088 - | 2006 QL135               | 27 agosto 2006    | LONEOS                |
| 216089 - | 2006 QH136               | 29 agosto 2006    | LONEOS                |
| 216090 - | 2006 QK136               | 29 agosto 2006    | LONEOS                |
| 216091 - | 2006 QZ159               | 19 agosto 2006    | Spacewatch            |
| 216092 - | 2006 QU161               | 19 agosto 2006    | Spacewatch            |
| 216093 - | 2006 QZ166               | 30 agosto 2006    | LINEAR                |
| 216094 - | 2006 QK168               | 30 agosto 2006    | LONEOS                |
| 216095 - | 2006 RW5                 | 14 settembre 2006 | Spacewatch            |
| 216096 - | 2006 RT13                | 14 settembre 2006 | Spacewatch            |
| 216097 - | 2006 RU16                | 14 settembre 2006 | CSS                   |
| 216098 - | 2006 RT18                | 14 settembre 2006 | NEAT                  |
| 216099 - | 2006 RS20                | 15 settembre 2006 | Spacewatch            |
| 216100 - | 2006 RA23                | 12 settembre 2006 | LINEAR                |

## 216101-216200
| Nome                 | Designazione provvisoria | Data di scoperta  | Scopritore          |
| -------------------- | ------------------------ | ----------------- | ------------------- |
| 216101 -             | 2006 RJ23                | 12 settembre 2006 | CSS                 |
| 216102 -             | 2006 RS24                | 14 settembre 2006 | Spacewatch          |
| 216103 -             | 2006 RE34                | 12 settembre 2006 | CSS                 |
| 216104 -             | 2006 RA44                | 14 settembre 2006 | Spacewatch          |
| 216105 -             | 2006 RX44                | 14 settembre 2006 | Spacewatch          |
| 216106 -             | 2006 RN46                | 14 settembre 2006 | Spacewatch          |
| 216107 -             | 2006 RZ47                | 14 settembre 2006 | CSS                 |
| 216108 -             | 2006 RL69                | 15 settembre 2006 | Spacewatch          |
| 216109 -             | 2006 RJ75                | 15 settembre 2006 | Spacewatch          |
| 216110 -             | 2006 RA85                | 15 settembre 2006 | Spacewatch          |
| 216111 -             | 2006 RU87                | 15 settembre 2006 | Spacewatch          |
| 216112 -             | 2006 RP90                | 15 settembre 2006 | Spacewatch          |
| 216113 -             | 2006 RB91                | 15 settembre 2006 | Spacewatch          |
| 216114 -             | 2006 SF14                | 17 settembre 2006 | CSS                 |
| 216115 -             | 2006 SU19                | 18 settembre 2006 | Spacewatch          |
| 216116 -             | 2006 SE28                | 17 settembre 2006 | Spacewatch          |
| 216117 -             | 2006 SJ36                | 17 settembre 2006 | LONEOS              |
| 216118 -             | 2006 SV38                | 18 settembre 2006 | Spacewatch          |
| 216119 -             | 2006 SM42                | 18 settembre 2006 | LONEOS              |
| 216120 -             | 2006 SP46                | 19 settembre 2006 | CSS                 |
| 216121 -             | 2006 ST56                | 20 settembre 2006 | CSS                 |
| 216122 -             | 2006 SJ62                | 18 settembre 2006 | LONEOS              |
| 216123 -             | 2006 SN68                | 19 settembre 2006 | Spacewatch          |
| 216124 -             | 2006 SW69                | 19 settembre 2006 | Spacewatch          |
| 216125 -             | 2006 SN71                | 19 settembre 2006 | Spacewatch          |
| 216126 -             | 2006 SD89                | 18 settembre 2006 | Spacewatch          |
| 216127 -             | 2006 SA92                | 18 settembre 2006 | Spacewatch          |
| 216128 -             | 2006 SZ92                | 18 settembre 2006 | Spacewatch          |
| 216129 -             | 2006 SX93                | 18 settembre 2006 | Spacewatch          |
| 216130 -             | 2006 SN95                | 18 settembre 2006 | Spacewatch          |
| 216131 -             | 2006 SE97                | 18 settembre 2006 | Spacewatch          |
| 216132 -             | 2006 SH102               | 19 settembre 2006 | Spacewatch          |
| 216133 -             | 2006 SH105               | 19 settembre 2006 | Spacewatch          |
| 216134 -             | 2006 SE108               | 19 settembre 2006 | CSS                 |
| 216135 -             | 2006 SP108               | 19 settembre 2006 | Spacewatch          |
| 216136 -             | 2006 SZ108               | 19 settembre 2006 | Spacewatch          |
| 216137 -             | 2006 SO110               | 20 settembre 2006 | CSS                 |
| 216138 -             | 2006 SJ112               | 23 settembre 2006 | Spacewatch          |
| 216139 -             | 2006 SL119               | 18 settembre 2006 | CSS                 |
| 216140 -             | 2006 ST119               | 18 settembre 2006 | CSS                 |
| 216141 -             | 2006 SQ142               | 19 settembre 2006 | CSS                 |
| 216142 -             | 2006 SQ147               | 19 settembre 2006 | Spacewatch          |
| 216143 -             | 2006 SY172               | 25 settembre 2006 | Spacewatch          |
| 216144 -             | 2006 SE219               | 30 settembre 2006 | CSS                 |
| 216145 -             | 2006 SY261               | 26 settembre 2006 | Mount Lemmon Survey |
| 216146 -             | 2006 SU262               | 26 settembre 2006 | Mount Lemmon Survey |
| 216147 -             | 2006 SE275               | 27 settembre 2006 | Spacewatch          |
| 216148 -             | 2006 SO280               | 29 settembre 2006 | LONEOS              |
| 216149 -             | 2006 SW280               | 29 settembre 2006 | LONEOS              |
| 216150 -             | 2006 SL285               | 24 settembre 2006 | Spacewatch          |
| 216151 -             | 2006 SV288               | 26 settembre 2006 | CSS                 |
| 216152 -             | 2006 SU290               | 25 settembre 2006 | Spacewatch          |
| 216153 -             | 2006 SD300               | 26 settembre 2006 | CSS                 |
| 216154 -             | 2006 SS318               | 27 settembre 2006 | Spacewatch          |
| 216155 -             | 2006 SY318               | 27 settembre 2006 | Spacewatch          |
| 216156 -             | 2006 SF323               | 27 settembre 2006 | Spacewatch          |
| 216157 -             | 2006 SM327               | 27 settembre 2006 | Spacewatch          |
| 216158 -             | 2006 SD328               | 27 settembre 2006 | Spacewatch          |
| 216159 -             | 2006 SA333               | 28 settembre 2006 | Spacewatch          |
| 216160 -             | 2006 SK334               | 28 settembre 2006 | Spacewatch          |
| 216161 -             | 2006 SD354               | 30 settembre 2006 | CSS                 |
| 216162 -             | 2006 SL360               | 30 settembre 2006 | Mount Lemmon Survey |
| 216163 -             | 2006 SF361               | 30 settembre 2006 | Mount Lemmon Survey |
| 216164 Simonkrughoff | 2006 SM377               | 17 settembre 2006 | Becker, A. C.       |
| 216165 -             | 2006 SE383               | 29 settembre 2006 | Becker, A. C.       |
| 216166 -             | 2006 SM385               | 29 settembre 2006 | Becker, A. C.       |
| 216167 -             | 2006 SD389               | 30 settembre 2006 | Becker, A. C.       |
| 216168 -             | 2006 SG391               | 18 settembre 2006 | Spacewatch          |
| 216169 -             | 2006 SU392               | 26 settembre 2006 | Mount Lemmon Survey |
| 216170 -             | 2006 SF394               | 30 settembre 2006 | Mount Lemmon Survey |
| 216171 -             | 2006 SS404               | 30 settembre 2006 | Mount Lemmon Survey |
| 216172 -             | 2006 ST408               | 19 settembre 2006 | CSS                 |
| 216173 -             | 2006 TK6                 | 3 ottobre 2006    | Mount Lemmon Survey |
| 216174 -             | 2006 TA21                | 11 ottobre 2006   | Spacewatch          |
| 216175 -             | 2006 TE21                | 11 ottobre 2006   | Spacewatch          |
| 216176 -             | 2006 TP21                | 11 ottobre 2006   | Spacewatch          |
| 216177 -             | 2006 TE23                | 11 ottobre 2006   | Spacewatch          |
| 216178 -             | 2006 TG23                | 11 ottobre 2006   | Spacewatch          |
| 216179 -             | 2006 TC24                | 11 ottobre 2006   | Spacewatch          |
| 216180 -             | 2006 TF31                | 12 ottobre 2006   | Spacewatch          |
| 216181 -             | 2006 TV35                | 12 ottobre 2006   | Spacewatch          |
| 216182 -             | 2006 TD45                | 12 ottobre 2006   | Spacewatch          |
| 216183 -             | 2006 TP53                | 12 ottobre 2006   | Spacewatch          |
| 216184 -             | 2006 TT60                | 14 ottobre 2006   | Bickel, W.          |
| 216185 -             | 2006 TT64                | 11 ottobre 2006   | Spacewatch          |
| 216186 -             | 2006 TU73                | 11 ottobre 2006   | Spacewatch          |
| 216187 -             | 2006 TO74                | 11 ottobre 2006   | NEAT                |
| 216188 -             | 2006 TC79                | 12 ottobre 2006   | Spacewatch          |
| 216189 -             | 2006 TK102               | 15 ottobre 2006   | Spacewatch          |
| 216190 -             | 2006 TD109               | 3 ottobre 2006    | Mount Lemmon Survey |
| 216191 -             | 2006 TS109               | 11 ottobre 2006   | NEAT                |
| 216192 -             | 2006 TT112               | 1 ottobre 2006    | Becker, A. C.       |
| 216193 -             | 2006 TL117               | 3 ottobre 2006    | Becker, A. C.       |
| 216194 Újvárosy      | 2006 UA4                 | 17 ottobre 2006   | Sárneczky, K.       |
| 216195 -             | 2006 UD5                 | 16 ottobre 2006   | Spacewatch          |
| 216196 -             | 2006 UW5                 | 16 ottobre 2006   | Spacewatch          |
| 216197 -             | 2006 UA7                 | 16 ottobre 2006   | CSS                 |
| 216198 -             | 2006 UH7                 | 16 ottobre 2006   | CSS                 |
| 216199 -             | 2006 UR7                 | 16 ottobre 2006   | CSS                 |
| 216200 -             | 2006 UQ11                | 17 ottobre 2006   | Mount Lemmon Survey |

## 216201-216300
| Nome              | Designazione provvisoria | Data di scoperta  | Scopritore              |
| ----------------- | ------------------------ | ----------------- | ----------------------- |
| 216201 -          | 2006 UH13                | 17 ottobre 2006   | Mount Lemmon Survey     |
| 216202 -          | 2006 UJ13                | 17 ottobre 2006   | Mount Lemmon Survey     |
| 216203 -          | 2006 UQ14                | 17 ottobre 2006   | Mount Lemmon Survey     |
| 216204 -          | 2006 UD20                | 16 ottobre 2006   | Spacewatch              |
| 216205 -          | 2006 UQ27                | 16 ottobre 2006   | Spacewatch              |
| 216206 -          | 2006 UZ44                | 16 ottobre 2006   | Spacewatch              |
| 216207 -          | 2006 UN45                | 16 ottobre 2006   | Spacewatch              |
| 216208 -          | 2006 UC58                | 18 ottobre 2006   | Spacewatch              |
| 216209 -          | 2006 UA61                | 19 ottobre 2006   | CSS                     |
| 216210 -          | 2006 UO65                | 16 ottobre 2006   | Mount Lemmon Survey     |
| 216211 -          | 2006 UV68                | 16 ottobre 2006   | CSS                     |
| 216212 -          | 2006 UC73                | 17 ottobre 2006   | Spacewatch              |
| 216213 -          | 2006 UT79                | 17 ottobre 2006   | Spacewatch              |
| 216214 -          | 2006 UE91                | 17 ottobre 2006   | Spacewatch              |
| 216215 -          | 2006 UG92                | 18 ottobre 2006   | Spacewatch              |
| 216216 -          | 2006 UR93                | 18 ottobre 2006   | Spacewatch              |
| 216217 -          | 2006 UD94                | 18 ottobre 2006   | Spacewatch              |
| 216218 -          | 2006 US98                | 18 ottobre 2006   | Spacewatch              |
| 216219 -          | 2006 UU98                | 18 ottobre 2006   | Spacewatch              |
| 216220 -          | 2006 UD99                | 18 ottobre 2006   | Spacewatch              |
| 216221 -          | 2006 UZ103               | 18 ottobre 2006   | Spacewatch              |
| 216222 -          | 2006 UG108               | 18 ottobre 2006   | Spacewatch              |
| 216223 -          | 2006 UC132               | 19 ottobre 2006   | Mount Lemmon Survey     |
| 216224 -          | 2006 UR143               | 19 ottobre 2006   | Spacewatch              |
| 216225 -          | 2006 UC155               | 21 ottobre 2006   | CSS                     |
| 216226 -          | 2006 UN162               | 21 ottobre 2006   | Mount Lemmon Survey     |
| 216227 -          | 2006 UQ162               | 21 ottobre 2006   | Mount Lemmon Survey     |
| 216228 -          | 2006 UM183               | 17 ottobre 2006   | CSS                     |
| 216229 -          | 2006 UQ215               | 23 ottobre 2006   | Sheridan, E. E.         |
| 216230 -          | 2006 UG216               | 29 ottobre 2006   | Endate, K.              |
| 216231 -          | 2006 UM223               | 19 ottobre 2006   | Spacewatch              |
| 216232 -          | 2006 UB226               | 20 ottobre 2006   | Spacewatch              |
| 216233 -          | 2006 UF241               | 23 ottobre 2006   | Mount Lemmon Survey     |
| 216234 -          | 2006 UA244               | 27 ottobre 2006   | Mount Lemmon Survey     |
| 216235 -          | 2006 UZ266               | 27 ottobre 2006   | Spacewatch              |
| 216236 -          | 2006 UV274               | 28 ottobre 2006   | Spacewatch              |
| 216237 -          | 2006 UZ286               | 28 ottobre 2006   | Spacewatch              |
| 216238 -          | 2006 UB287               | 28 ottobre 2006   | Spacewatch              |
| 216239 -          | 2006 UW328               | 20 ottobre 2006   | Spacewatch              |
| 216240 -          | 2006 VS7                 | 10 novembre 2006  | Spacewatch              |
| 216241 Renzopiano | 2006 VF14                | 14 novembre 2006  | Casulli, V. S.          |
| 216242 -          | 2006 VK14                | 15 novembre 2006  | Young, J. W.            |
| 216243 -          | 2006 VP45                | 13 novembre 2006  | Mount Lemmon Survey     |
| 216244 -          | 2006 VW58                | 11 novembre 2006  | Spacewatch              |
| 216245 -          | 2006 VX58                | 11 novembre 2006  | Spacewatch              |
| 216246 -          | 2006 VH86                | 14 novembre 2006  | LINEAR                  |
| 216247 -          | 2006 VX89                | 14 novembre 2006  | LINEAR                  |
| 216248 -          | 2006 VZ90                | 14 novembre 2006  | Mount Lemmon Survey     |
| 216249 -          | 2006 VV99                | 11 novembre 2006  | Spacewatch              |
| 216250 -          | 2006 VY105               | 13 novembre 2006  | Spacewatch              |
| 216251 -          | 2006 VR106               | 13 novembre 2006  | CSS                     |
| 216252 -          | 2006 VS111               | 13 novembre 2006  | Spacewatch              |
| 216253 -          | 2006 VW111               | 13 novembre 2006  | Spacewatch              |
| 216254 -          | 2006 VE126               | 15 novembre 2006  | Spacewatch              |
| 216255 -          | 2006 VJ146               | 15 novembre 2006  | CSS                     |
| 216256 -          | 2006 VU147               | 15 novembre 2006  | Spacewatch              |
| 216257 -          | 2006 VR154               | 8 novembre 2006   | NEAT                    |
| 216258 -          | 2006 WH1                 | 18 novembre 2006  | OAM                     |
| 216259 -          | 2006 WY9                 | 16 novembre 2006  | Mount Lemmon Survey     |
| 216260 -          | 2006 WG13                | 16 novembre 2006  | Mount Lemmon Survey     |
| 216261 Mapihsia   | 2006 WJ15                | 16 novembre 2006  | Chang, M.-T., Ye, Q.-z. |
| 216262 -          | 2006 WR16                | 17 novembre 2006  | Spacewatch              |
| 216263 -          | 2006 WL43                | 16 novembre 2006  | Mount Lemmon Survey     |
| 216264 -          | 2006 WU44                | 16 novembre 2006  | Spacewatch              |
| 216265 -          | 2006 WD60                | 17 novembre 2006  | LINEAR                  |
| 216266 -          | 2006 WL60                | 17 novembre 2006  | Spacewatch              |
| 216267 -          | 2006 WU72                | 18 novembre 2006  | Spacewatch              |
| 216268 -          | 2006 WY77                | 18 novembre 2006  | Spacewatch              |
| 216269 -          | 2006 WP81                | 18 novembre 2006  | Spacewatch              |
| 216270 -          | 2006 WQ99                | 19 novembre 2006  | Spacewatch              |
| 216271 -          | 2006 WE101               | 19 novembre 2006  | LINEAR                  |
| 216272 -          | 2006 WY110               | 19 novembre 2006  | Spacewatch              |
| 216273 -          | 2006 WS127               | 16 novembre 2006  | Nyukasa                 |
| 216274 -          | 2006 WV140               | 20 novembre 2006  | Spacewatch              |
| 216275 -          | 2006 WV161               | 23 novembre 2006  | Spacewatch              |
| 216276 -          | 2006 WO171               | 23 novembre 2006  | Spacewatch              |
| 216277 -          | 2006 WE180               | 24 novembre 2006  | Spacewatch              |
| 216278 -          | 2006 WS191               | 27 novembre 2006  | CSS                     |
| 216279 -          | 2006 WM202               | 25 novembre 2006  | Spacewatch              |
| 216280 -          | 2006 XM11                | 10 dicembre 2006  | Spacewatch              |
| 216281 -          | 2006 XD21                | 11 dicembre 2006  | Spacewatch              |
| 216282 -          | 2006 XP23                | 12 dicembre 2006  | Mount Lemmon Survey     |
| 216283 -          | 2006 XF26                | 12 dicembre 2006  | CSS                     |
| 216284 -          | 2006 XD36                | 11 dicembre 2006  | CSS                     |
| 216285 -          | 2006 XR53                | 15 dicembre 2006  | Spacewatch              |
| 216286 -          | 2006 YF46                | 21 dicembre 2006  | CSS                     |
| 216287 -          | 2007 AE                  | 7 gennaio 2007    | Eskridge                |
| 216288 -          | 2007 AG5                 | 8 gennaio 2007    | Mount Lemmon Survey     |
| 216289 -          | 2007 BG5                 | 17 gennaio 2007   | NEAT                    |
| 216290 -          | 2007 EM132               | 9 marzo 2007      | Mount Lemmon Survey     |
| 216291 -          | 2007 EO149               | 12 marzo 2007     | Mount Lemmon Survey     |
| 216292 -          | 2007 EM195               | 15 marzo 2007     | Spacewatch              |
| 216293 -          | 2007 GP11                | 11 aprile 2007    | Spacewatch              |
| 216294 -          | 2007 KM4                 | 24 maggio 2007    | Hönig, S. F., Teamo, N. |
| 216295 Menorca    | 2007 LX14                | 11 giugno 2007    | OAM                     |
| 216296 -          | 2007 LR22                | 13 giugno 2007    | Spacewatch              |
| 216297 -          | 2007 MP2                 | 16 giugno 2007    | Spacewatch              |
| 216298 -          | 2007 RK37                | 8 settembre 2007  | Mount Lemmon Survey     |
| 216299 -          | 2007 RO86                | 10 settembre 2007 | Mount Lemmon Survey     |
| 216300 -          | 2007 RS123               | 12 settembre 2007 | CSS                     |

## 216301-216400
| Nome              | Designazione provvisoria | Data di scoperta  | Scopritore              |
| ----------------- | ------------------------ | ----------------- | ----------------------- |
| 216301 -          | 2007 RC137               | 14 settembre 2007 | Mount Lemmon Survey     |
| 216302 -          | 2007 RJ149               | 12 settembre 2007 | LONEOS                  |
| 216303 -          | 2007 RE220               | 14 settembre 2007 | Mount Lemmon Survey     |
| 216304 -          | 2007 SV7                 | 18 settembre 2007 | Spacewatch              |
| 216305 -          | 2007 TY13                | 6 ottobre 2007    | LINEAR                  |
| 216306 -          | 2007 TZ56                | 4 ottobre 2007    | Spacewatch              |
| 216307 -          | 2007 TM92                | 5 ottobre 2007    | Spacewatch              |
| 216308 -          | 2007 TA103               | 8 ottobre 2007    | Mount Lemmon Survey     |
| 216309 -          | 2007 TZ121               | 6 ottobre 2007    | Spacewatch              |
| 216310 -          | 2007 TJ125               | 6 ottobre 2007    | Spacewatch              |
| 216311 -          | 2007 TZ139               | 9 ottobre 2007    | CSS                     |
| 216312 -          | 2007 TT149               | 8 ottobre 2007    | LINEAR                  |
| 216313 -          | 2007 TL157               | 9 ottobre 2007    | LINEAR                  |
| 216314 -          | 2007 TP187               | 13 ottobre 2007   | LINEAR                  |
| 216315 -          | 2007 TJ196               | 7 ottobre 2007    | Mount Lemmon Survey     |
| 216316 -          | 2007 TD231               | 8 ottobre 2007    | Spacewatch              |
| 216317 -          | 2007 TK234               | 8 ottobre 2007    | Spacewatch              |
| 216318 -          | 2007 TB241               | 7 ottobre 2007    | CSS                     |
| 216319 Sanxia     | 2007 TY286               | 10 ottobre 2007   | PMO NEO Survey Program  |
| 216320 -          | 2007 TN353               | 8 ottobre 2007    | LONEOS                  |
| 216321 -          | 2007 TN363               | 14 ottobre 2007   | Mount Lemmon Survey     |
| 216322 -          | 2007 UN22                | 16 ottobre 2007   | Spacewatch              |
| 216323 -          | 2007 UF48                | 20 ottobre 2007   | Mount Lemmon Survey     |
| 216324 -          | 2007 UN98                | 30 ottobre 2007   | Spacewatch              |
| 216325 -          | 2007 UH100               | 30 ottobre 2007   | Spacewatch              |
| 216326 -          | 2007 UP123               | 31 ottobre 2007   | Mount Lemmon Survey     |
| 216327 -          | 2007 UP129               | 16 ottobre 2007   | Spacewatch              |
| 216328 -          | 2007 VG8                 | 5 novembre 2007   | CSS                     |
| 216329 -          | 2007 VB9                 | 2 novembre 2007   | Mount Lemmon Survey     |
| 216330 -          | 2007 VT94                | 7 novembre 2007   | BATTeRS                 |
| 216331 Panjunhua  | 2007 VG125               | 5 novembre 2007   | PMO NEO Survey Program  |
| 216332 -          | 2007 VN133               | 2 novembre 2007   | CSS                     |
| 216333 -          | 2007 VR146               | 4 novembre 2007   | Mount Lemmon Survey     |
| 216334 -          | 2007 VG193               | 4 novembre 2007   | Mount Lemmon Survey     |
| 216335 -          | 2007 VK235               | 9 novembre 2007   | Spacewatch              |
| 216336 -          | 2007 VO305               | 14 novembre 2007  | Mount Lemmon Survey     |
| 216337 -          | 2007 VQ307               | 3 novembre 2007   | Mount Lemmon Survey     |
| 216338 -          | 2007 WD21                | 18 novembre 2007  | Mount Lemmon Survey     |
| 216339 -          | 2007 WT27                | 18 novembre 2007  | Mount Lemmon Survey     |
| 216340 -          | 2007 WO35                | 19 novembre 2007  | Mount Lemmon Survey     |
| 216341 -          | 2007 WF49                | 20 novembre 2007  | Mount Lemmon Survey     |
| 216342 -          | 2007 WD55                | 28 novembre 2007  | Kocher, P.              |
| 216343 Wenchang   | 2007 WJ56                | 28 novembre 2007  | Ye, Q.-z., Lin, H.-C.   |
| 216344 -          | 2007 XZ1                 | 3 dicembre 2007   | CSS                     |
| 216345 Savigliano | 2007 XC11                | 4 dicembre 2007   | Tesi, L., Mazzucato, M. |
| 216346 -          | 2007 XH23                | 14 dicembre 2007  | Chante-Perdrix          |
| 216347 -          | 2007 YM7                 | 16 dicembre 2007  | Spacewatch              |
| 216348 -          | 2007 YX15                | 16 dicembre 2007  | Spacewatch              |
| 216349 -          | 2007 YJ35                | 30 dicembre 2007  | Mount Lemmon Survey     |
| 216350 -          | 2007 YJ44                | 30 dicembre 2007  | Spacewatch              |
| 216351 -          | 2007 YV46                | 30 dicembre 2007  | Mount Lemmon Survey     |
| 216352 -          | 2007 YB53                | 30 dicembre 2007  | Spacewatch              |
| 216353 -          | 2007 YO53                | 30 dicembre 2007  | CSS                     |
| 216354 -          | 2007 YA64                | 30 dicembre 2007  | Spacewatch              |
| 216355 -          | 2007 YX64                | 30 dicembre 2007  | Mount Lemmon Survey     |
| 216356 -          | 2008 AG6                 | 10 gennaio 2008   | Mount Lemmon Survey     |
| 216357 -          | 2008 AB13                | 10 gennaio 2008   | Mount Lemmon Survey     |
| 216358 -          | 2008 AT17                | 10 gennaio 2008   | Spacewatch              |
| 216359 -          | 2008 AX24                | 10 gennaio 2008   | Mount Lemmon Survey     |
| 216360 -          | 2008 AV66                | 11 gennaio 2008   | Spacewatch              |
| 216361 -          | 2008 AQ68                | 11 gennaio 2008   | Mount Lemmon Survey     |
| 216362 -          | 2008 AL83                | 15 gennaio 2008   | Mount Lemmon Survey     |
| 216363 -          | 2008 AF85                | 13 gennaio 2008   | Spacewatch              |
| 216364 -          | 2008 AC87                | 12 gennaio 2008   | Mount Lemmon Survey     |
| 216365 -          | 2008 AS88                | 13 gennaio 2008   | Spacewatch              |
| 216366 -          | 2008 AP95                | 14 gennaio 2008   | Spacewatch              |
| 216367 -          | 2008 AE101               | 14 gennaio 2008   | Spacewatch              |
| 216368 Hypnomys   | 2008 AS101               | 14 gennaio 2008   | OAM                     |
| 216369 -          | 2008 AC112               | 10 gennaio 2008   | Spacewatch              |
| 216370 -          | 2008 AU117               | 10 gennaio 2008   | Spacewatch              |
| 216371 -          | 2008 AB118               | 12 gennaio 2008   | Mount Lemmon Survey     |
| 216372 -          | 2008 BW10                | 18 gennaio 2008   | Spacewatch              |
| 216373 -          | 2008 BZ15                | 28 gennaio 2008   | LUSS                    |
| 216374 -          | 2008 BB16                | 28 gennaio 2008   | LUSS                    |
| 216375 -          | 2008 BL20                | 30 gennaio 2008   | CSS                     |
| 216376 -          | 2008 BP20                | 30 gennaio 2008   | CSS                     |
| 216377 -          | 2008 BE27                | 30 gennaio 2008   | Mount Lemmon Survey     |
| 216378 -          | 2008 BL35                | 30 gennaio 2008   | Spacewatch              |
| 216379 -          | 2008 BV35                | 30 gennaio 2008   | Spacewatch              |
| 216380 -          | 2008 BH40                | 30 gennaio 2008   | LINEAR                  |
| 216381 -          | 2008 BF41                | 30 gennaio 2008   | Spacewatch              |
| 216382 -          | 2008 BW43                | 30 gennaio 2008   | CSS                     |
| 216383 -          | 2008 BC48                | 16 gennaio 2008   | Spacewatch              |
| 216384 -          | 2008 BR48                | 17 gennaio 2008   | Spacewatch              |
| 216385 -          | 2008 BX49                | 18 gennaio 2008   | Mount Lemmon Survey     |
| 216386 -          | 2008 CY35                | 2 febbraio 2008   | CSS                     |
| 216387 -          | 2008 CQ59                | 7 febbraio 2008   | Mount Lemmon Survey     |
| 216388 -          | 2008 CU75                | 3 febbraio 2008   | Mount Lemmon Survey     |
| 216389 -          | 2008 CE124               | 7 febbraio 2008   | Mount Lemmon Survey     |
| 216390 Binnig     | 2008 CK177               | 14 febbraio 2008  | Schwab, E., Kling, R.   |
| 216391 -          | 2008 CR179               | 7 febbraio 2008   | CSS                     |
| 216392 -          | 2008 CT187               | 3 febbraio 2008   | CSS                     |
| 216393 -          | 2008 CW196               | 8 febbraio 2008   | Spacewatch              |
| 216394 -          | 2008 DB3                 | 24 febbraio 2008  | Mount Lemmon Survey     |
| 216395 -          | 2008 DQ7                 | 24 febbraio 2008  | Mount Lemmon Survey     |
| 216396 -          | 2008 DF65                | 28 febbraio 2008  | CSS                     |
| 216397 -          | 2008 EP5                 | 2 marzo 2008      | Spacewatch              |
| 216398 -          | 2008 EP22                | 3 marzo 2008      | CSS                     |
| 216399 -          | 2008 EU52                | 6 marzo 2008      | Mount Lemmon Survey     |
| 216400 -          | 2008 EX88                | 8 marzo 2008      | LINEAR                  |

## 216401-216500
| Nome               | Designazione provvisoria | Data di scoperta  | Scopritore                                                |
| ------------------ | ------------------------ | ----------------- | --------------------------------------------------------- |
| 216401 -           | 2008 EK90                | 6 marzo 2008      | Spacewatch                                                |
| 216402 -           | 2008 ET96                | 7 marzo 2008      | Mount Lemmon Survey                                       |
| 216403 -           | 2008 ER105               | 6 marzo 2008      | Mount Lemmon Survey                                       |
| 216404 -           | 2008 EY108               | 7 marzo 2008      | Mount Lemmon Survey                                       |
| 216405 -           | 2008 ER132               | 11 marzo 2008     | Mount Lemmon Survey                                       |
| 216406 -           | 2008 ES142               | 13 marzo 2008     | Spacewatch                                                |
| 216407 -           | 2008 FP19                | 27 marzo 2008     | Spacewatch                                                |
| 216408 -           | 2008 FT73                | 30 marzo 2008     | CSS                                                       |
| 216409 -           | 2008 GM84                | 8 aprile 2008     | Mount Lemmon Survey                                       |
| 216410 -           | 2008 QG18                | 28 agosto 2008    | OAM                                                       |
| 216411 -           | 2008 RR51                | 3 settembre 2008  | Spacewatch                                                |
| 216412 -           | 2008 RF54                | 3 settembre 2008  | Spacewatch                                                |
| 216413 -           | 2008 RR68                | 4 settembre 2008  | Spacewatch                                                |
| 216414 -           | 2008 RE94                | 6 settembre 2008  | Spacewatch                                                |
| 216415 -           | 2008 SF61                | 20 settembre 2008 | CSS                                                       |
| 216416 -           | 2008 SD92                | 21 settembre 2008 | Spacewatch                                                |
| 216417 -           | 2008 SD100               | 21 settembre 2008 | Spacewatch                                                |
| 216418 -           | 2008 SQ106               | 21 settembre 2008 | Spacewatch                                                |
| 216419 -           | 2008 SJ172               | 21 settembre 2008 | CSS                                                       |
| 216420 -           | 2008 SJ272               | 22 settembre 2008 | Mount Lemmon Survey                                       |
| 216421 -           | 2008 TD3                 | 1 ottobre 2008    | Tozzi, F.                                                 |
| 216422 -           | 2008 TJ6                 | 3 ottobre 2008    | OAM                                                       |
| 216423 -           | 2008 TZ135               | 8 ottobre 2008    | Spacewatch                                                |
| 216424 -           | 2008 TZ172               | 1 ottobre 2008    | Mount Lemmon Survey                                       |
| 216425 -           | 2008 UE90                | 25 ottobre 2008   | Chante-Perdrix                                            |
| 216426 -           | 2008 WC44                | 17 novembre 2008  | Spacewatch                                                |
| 216427 -           | 2008 WT94                | 24 novembre 2008  | Tozzi, F.                                                 |
| 216428 Mauricio    | 2008 YN8                 | 23 dicembre 2008  | Muler, G., Ruiz, J. M.                                    |
| 216429 -           | 2009 BK23                | 17 gennaio 2009   | Spacewatch                                                |
| 216430 -           | 2009 BX75                | 25 gennaio 2009   | Spacewatch                                                |
| 216431 -           | 2009 BH125               | 31 gennaio 2009   | Spacewatch                                                |
| 216432 -           | 2009 CT37                | 4 febbraio 2009   | Spacewatch                                                |
| 216433 Milianleo   | 2009 DM3                 | 19 febbraio 2009  | Schwab, E.                                                |
| 216434 -           | 2009 DZ46                | 28 febbraio 2009  | LINEAR                                                    |
| 216435 -           | 2009 DT58                | 22 febbraio 2009  | Spacewatch                                                |
| 216436 -           | 2009 DR69                | 26 febbraio 2009  | CSS                                                       |
| 216437 -           | 2009 DW117               | 27 febbraio 2009  | Spacewatch                                                |
| 216438 -           | 2009 DT121               | 27 febbraio 2009  | Spacewatch                                                |
| 216439 Lyubertsy   | 2009 EV3                 | 15 marzo 2009     | Elenin, L.                                                |
| 216440 -           | 2009 EU4                 | 15 marzo 2009     | OAM                                                       |
| 216441 -           | 2009 EO20                | 15 marzo 2009     | OAM                                                       |
| 216442 -           | 2009 FG4                 | 18 marzo 2009     | Crni Vrh                                                  |
| 216443 -           | 2009 FS20                | 18 marzo 2009     | Bickel, W.                                                |
| 216444 -           | 2009 FX30                | 19 marzo 2009     | OAM                                                       |
| 216445 -           | 2009 FK34                | 21 marzo 2009     | CSS                                                       |
| 216446 Nanshida    | 2009 FA45                | 25 marzo 2009     | PMO NEO Survey Program                                    |
| 216447 -           | 2009 FC45                | 26 marzo 2009     | Spacewatch                                                |
| 216448 -           | 2009 FQ55                | 28 marzo 2009     | Spacewatch                                                |
| 216449 -           | 2009 GG1                 | 3 aprile 2009     | Cerro Burek                                               |
| 216450 -           | 2009 HH3                 | 16 aprile 2009    | CSS                                                       |
| 216451 Irsha       | 2009 HP12                | 19 aprile 2009    | Andrushivka                                               |
| 216452 -           | 2009 HU12                | 16 aprile 2009    | CSS                                                       |
| 216453 -           | 2009 HE24                | 17 aprile 2009    | Spacewatch                                                |
| 216454 -           | 2009 HX24                | 17 aprile 2009    | Spacewatch                                                |
| 216455 -           | 2009 HG32                | 19 aprile 2009    | Spacewatch                                                |
| 216456 -           | 2009 HF34                | 19 aprile 2009    | CSS                                                       |
| 216457 -           | 2009 HG57                | 20 aprile 2009    | OAM                                                       |
| 216458 -           | 2009 HG59                | 20 aprile 2009    | LINEAR                                                    |
| 216459 -           | 2009 HY62                | 22 aprile 2009    | Spacewatch                                                |
| 216460 -           | 1250 T-2                 | 29 settembre 1973 | van Houten, C. J., van Houten-Groeneveld, I., Gehrels, T. |
| 216461 -           | 2025 T-2                 | 29 settembre 1973 | van Houten, C. J., van Houten-Groeneveld, I., Gehrels, T. |
| 216462 Polyphontes | 5397 T-2                 | 30 settembre 1973 | van Houten, C. J., van Houten-Groeneveld, I., Gehrels, T. |
| 216463 -           | 1849 T-3                 | 17 ottobre 1977   | van Houten, C. J., van Houten-Groeneveld, I., Gehrels, T. |
| 216464 -           | 1974 PB                  | 12 agosto 1974    | Gehrels, T.                                               |
| 216465 -           | 1995 VV10                | 15 novembre 1995  | Spacewatch                                                |
| 216466 -           | 1996 AP8                 | 13 gennaio 1996   | Spacewatch                                                |
| 216467 -           | 1996 MZ                  | 16 giugno 1996    | Spacewatch                                                |
| 216468 -           | 1996 XZ23                | 5 dicembre 1996   | Spacewatch                                                |
| 216469 -           | 1997 CV3                 | 3 febbraio 1997   | Spacewatch                                                |
| 216470 -           | 1997 UG18                | 28 ottobre 1997   | Spacewatch                                                |
| 216471 -           | 1997 WK12                | 23 novembre 1997  | Spacewatch                                                |
| 216472 -           | 1999 JQ108               | 13 maggio 1999    | LINEAR                                                    |
| 216473 -           | 1999 RM67                | 7 settembre 1999  | LINEAR                                                    |
| 216474 -           | 1999 RT79                | 7 settembre 1999  | LINEAR                                                    |
| 216475 -           | 1999 RD110               | 8 settembre 1999  | LINEAR                                                    |
| 216476 -           | 1999 SC22                | 23 settembre 1999 | Ondrejov                                                  |
| 216477 -           | 1999 TD25                | 3 ottobre 1999    | LINEAR                                                    |
| 216478 -           | 1999 TP207               | 14 ottobre 1999   | LINEAR                                                    |
| 216479 -           | 1999 TF237               | 3 ottobre 1999    | CSS                                                       |
| 216480 -           | 1999 UH25                | 28 ottobre 1999   | CSS                                                       |
| 216481 -           | 1999 VB33                | 3 novembre 1999   | LINEAR                                                    |
| 216482 -           | 1999 VZ45                | 3 novembre 1999   | LINEAR                                                    |
| 216483 -           | 1999 VQ46                | 3 novembre 1999   | LINEAR                                                    |
| 216484 -           | 1999 VE85                | 6 novembre 1999   | Spacewatch                                                |
| 216485 -           | 1999 VB122               | 4 novembre 1999   | Spacewatch                                                |
| 216486 -           | 1999 VT123               | 5 novembre 1999   | Spacewatch                                                |
| 216487 -           | 1999 VA182               | 9 novembre 1999   | LINEAR                                                    |
| 216488 -           | 1999 VV186               | 15 novembre 1999  | LINEAR                                                    |
| 216489 -           | 1999 VE202               | 4 novembre 1999   | LINEAR                                                    |
| 216490 -           | 1999 XG10                | 5 dicembre 1999   | CSS                                                       |
| 216491 -           | 1999 XT14                | 6 dicembre 1999   | LINEAR                                                    |
| 216492 -           | 1999 XU141               | 10 dicembre 1999  | LINEAR                                                    |
| 216493 -           | 1999 YY15                | 31 dicembre 1999  | Spacewatch                                                |
| 216494 -           | 2000 AH51                | 4 gennaio 2000    | LINEAR                                                    |
| 216495 -           | 2000 AJ201               | 9 gennaio 2000    | LINEAR                                                    |
| 216496 -           | 2000 AQ212               | 6 gennaio 2000    | Spacewatch                                                |
| 216497 -           | 2000 AY221               | 8 gennaio 2000    | Spacewatch                                                |
| 216498 -           | 2000 BH1                 | 26 gennaio 2000   | Spacewatch                                                |
| 216499 -           | 2000 CJ22                | 2 febbraio 2000   | LINEAR                                                    |
| 216500 -           | 2000 DD118               | 26 febbraio 2000  | Spacewatch                                                |

## 216501-216600
| Nome           | Designazione provvisoria | Data di scoperta  | Scopritore                 |
| -------------- | ------------------------ | ----------------- | -------------------------- |
| 216501 -       | 2000 EP203               | 5 marzo 2000      | Deep Lens Survey           |
| 216502 -       | 2000 GC41                | 5 aprile 2000     | LINEAR                     |
| 216503 -       | 2000 HR34                | 25 aprile 2000    | LONEOS                     |
| 216504 -       | 2000 HF59                | 25 aprile 2000    | LONEOS                     |
| 216505 -       | 2000 JY9                 | 5 maggio 2000     | LINEAR                     |
| 216506 -       | 2000 RF81                | 1 settembre 2000  | LINEAR                     |
| 216507 -       | 2000 RL97                | 5 settembre 2000  | LONEOS                     |
| 216508 -       | 2000 RJ106               | 3 settembre 2000  | LINEAR                     |
| 216509 -       | 2000 SA87                | 24 settembre 2000 | LINEAR                     |
| 216510 -       | 2000 SG106               | 24 settembre 2000 | LINEAR                     |
| 216511 -       | 2000 SB127               | 24 settembre 2000 | LINEAR                     |
| 216512 -       | 2000 SS289               | 27 settembre 2000 | LINEAR                     |
| 216513 -       | 2000 ST332               | 26 settembre 2000 | LINEAR                     |
| 216514 -       | 2000 UN48                | 24 ottobre 2000   | LINEAR                     |
| 216515 -       | 2000 VF45                | 1 novembre 2000   | LINEAR                     |
| 216516 -       | 2000 WQ21                | 26 novembre 2000  | Needville                  |
| 216517 -       | 2000 WF127               | 17 novembre 2000  | Spacewatch                 |
| 216518 -       | 2000 YZ48                | 30 dicembre 2000  | LINEAR                     |
| 216519 -       | 2001 FP24                | 17 marzo 2001     | LINEAR                     |
| 216520 -       | 2001 FA75                | 19 marzo 2001     | LINEAR                     |
| 216521 -       | 2001 FX109               | 18 marzo 2001     | LINEAR                     |
| 216522 -       | 2001 HQ6                 | 18 aprile 2001    | Spacewatch                 |
| 216523 -       | 2001 HY7                 | 18 aprile 2001    | LINEAR                     |
| 216524 -       | 2001 HM20                | 27 aprile 2001    | Galád, A., Tóth            |
| 216525 -       | 2001 MY20                | 25 giugno 2001    | NEAT                       |
| 216526 -       | 2001 NZ19                | 12 luglio 2001    | NEAT                       |
| 216527 -       | 2001 OD6                 | 17 luglio 2001    | LONEOS                     |
| 216528 -       | 2001 OQ66                | 23 luglio 2001    | NEAT                       |
| 216529 -       | 2001 OH84                | 29 luglio 2001    | NEAT                       |
| 216530 -       | 2001 OF111               | 20 luglio 2001    | NEAT                       |
| 216531 -       | 2001 QA135               | 22 agosto 2001    | LINEAR                     |
| 216532 -       | 2001 QW193               | 22 agosto 2001    | LINEAR                     |
| 216533 -       | 2001 QU195               | 22 agosto 2001    | LINEAR                     |
| 216534 -       | 2001 QP225               | 24 agosto 2001    | LONEOS                     |
| 216535 -       | 2001 QB261               | 25 agosto 2001    | LINEAR                     |
| 216536 -       | 2001 QZ272               | 19 agosto 2001    | LINEAR                     |
| 216537 -       | 2001 QL292               | 16 agosto 2001    | NEAT                       |
| 216538 -       | 2001 RS128               | 12 settembre 2001 | LINEAR                     |
| 216539 -       | 2001 RX148               | 10 settembre 2001 | LONEOS                     |
| 216540 -       | 2001 SO4                 | 18 settembre 2001 | Tucker, R. A.              |
| 216541 -       | 2001 SN29                | 16 settembre 2001 | LINEAR                     |
| 216542 -       | 2001 SF38                | 16 settembre 2001 | LINEAR                     |
| 216543 -       | 2001 SK116               | 20 settembre 2001 | LINEAR                     |
| 216544 -       | 2001 SP120               | 16 settembre 2001 | LINEAR                     |
| 216545 -       | 2001 ST235               | 19 settembre 2001 | LINEAR                     |
| 216546 -       | 2001 SH292               | 16 settembre 2001 | LINEAR                     |
| 216547 -       | 2001 SS305               | 20 settembre 2001 | LINEAR                     |
| 216548 -       | 2001 TP115               | 14 ottobre 2001   | LINEAR                     |
| 216549 -       | 2001 TZ126               | 13 ottobre 2001   | Spacewatch                 |
| 216550 -       | 2001 TK172               | 13 ottobre 2001   | LINEAR                     |
| 216551 -       | 2001 TA184               | 14 ottobre 2001   | LINEAR                     |
| 216552 -       | 2001 UD29                | 16 ottobre 2001   | LINEAR                     |
| 216553 -       | 2001 UY165               | 23 ottobre 2001   | NEAT                       |
| 216554 -       | 2001 UJ173               | 18 ottobre 2001   | NEAT                       |
| 216555 -       | 2001 VM11                | 10 novembre 2001  | LINEAR                     |
| 216556 -       | 2001 VF16                | 11 novembre 2001  | LINEAR                     |
| 216557 -       | 2001 VC21                | 9 novembre 2001   | LINEAR                     |
| 216558 -       | 2001 VF47                | 9 novembre 2001   | LINEAR                     |
| 216559 -       | 2001 VB69                | 11 novembre 2001  | LINEAR                     |
| 216560 -       | 2001 WP47                | 19 novembre 2001  | LONEOS                     |
| 216561 -       | 2001 WT97                | 19 novembre 2001  | LONEOS                     |
| 216562 -       | 2001 XF2                 | 8 dicembre 2001   | LINEAR                     |
| 216563 -       | 2001 XS29                | 11 dicembre 2001  | LINEAR                     |
| 216564 -       | 2001 XX227               | 15 dicembre 2001  | LINEAR                     |
| 216565 -       | 2001 YO28                | 18 dicembre 2001  | LINEAR                     |
| 216566 -       | 2001 YB51                | 18 dicembre 2001  | LINEAR                     |
| 216567 -       | 2002 AU28                | 7 gennaio 2002    | LONEOS                     |
| 216568 -       | 2002 AQ159               | 13 gennaio 2002   | LINEAR                     |
| 216569 -       | 2002 AO170               | 14 gennaio 2002   | LINEAR                     |
| 216570 -       | 2002 CW54                | 7 febbraio 2002   | LINEAR                     |
| 216571 -       | 2002 CS76                | 7 febbraio 2002   | LINEAR                     |
| 216572 -       | 2002 CC137               | 8 febbraio 2002   | LINEAR                     |
| 216573 -       | 2002 CJ253               | 3 febbraio 2002   | Asiago-DLR Asteroid Survey |
| 216574 -       | 2002 CX258               | 6 febbraio 2002   | LONEOS                     |
| 216575 -       | 2002 CE279               | 7 febbraio 2002   | NEAT                       |
| 216576 -       | 2002 DY10                | 19 febbraio 2002  | LINEAR                     |
| 216577 -       | 2002 DO11                | 20 febbraio 2002  | LINEAR                     |
| 216578 -       | 2002 EB144               | 13 marzo 2002     | NEAT                       |
| 216579 -       | 2002 FU29                | 20 marzo 2002     | LINEAR                     |
| 216580 -       | 2002 GH38                | 2 aprile 2002     | Spacewatch                 |
| 216581 -       | 2002 GX82                | 10 aprile 2002    | LINEAR                     |
| 216582 -       | 2002 GE112               | 10 aprile 2002    | LINEAR                     |
| 216583 -       | 2002 GW131               | 12 aprile 2002    | LINEAR                     |
| 216584 -       | 2002 HQ3                 | 16 aprile 2002    | LINEAR                     |
| 216585 -       | 2002 JS19                | 7 maggio 2002     | NEAT                       |
| 216586 -       | 2002 KU4                 | 16 maggio 2002    | LINEAR                     |
| 216587 -       | 2002 LD23                | 8 giugno 2002     | LINEAR                     |
| 216588 -       | 2002 LM26                | 6 giugno 2002     | LINEAR                     |
| 216589 -       | 2002 LB29                | 9 giugno 2002     | LINEAR                     |
| 216590 -       | 2002 LC47                | 15 giugno 2002    | McClusky, J. V.            |
| 216591 Coetzee | 2002 OQ7                 | 21 luglio 2002    | Masi, G.                   |
| 216592 -       | 2002 OW7                 | 22 luglio 2002    | NEAT                       |
| 216593 -       | 2002 OF17                | 18 luglio 2002    | LINEAR                     |
| 216594 -       | 2002 OP21                | 17 luglio 2002    | NEAT                       |
| 216595 -       | 2002 PB8                 | 3 agosto 2002     | NEAT                       |
| 216596 -       | 2002 PE105               | 12 agosto 2002    | LINEAR                     |
| 216597 -       | 2002 PR127               | 14 agosto 2002    | LINEAR                     |
| 216598 -       | 2002 PO137               | 15 agosto 2002    | LINEAR                     |
| 216599 -       | 2002 PC158               | 8 agosto 2002     | Hönig, S. F.               |
| 216600 -       | 2002 QW13                | 26 agosto 2002    | NEAT                       |

## 216601-216700
| Nome          | Designazione provvisoria | Data di scoperta  | Scopritore               |
| ------------- | ------------------------ | ----------------- | ------------------------ |
| 216601 -      | 2002 RN7                 | 3 settembre 2002  | NEAT                     |
| 216602 -      | 2002 RQ19                | 4 settembre 2002  | LONEOS                   |
| 216603 -      | 2002 RX39                | 5 settembre 2002  | LINEAR                   |
| 216604 -      | 2002 TA1                 | 1 ottobre 2002    | LONEOS                   |
| 216605 -      | 2002 TJ8                 | 1 ottobre 2002    | NEAT                     |
| 216606 -      | 2002 TO8                 | 1 ottobre 2002    | NEAT                     |
| 216607 -      | 2002 TY99                | 4 ottobre 2002    | LONEOS                   |
| 216608 -      | 2002 TB109               | 1 ottobre 2002    | NEAT                     |
| 216609 -      | 2002 TU178               | 12 ottobre 2002   | LINEAR                   |
| 216610 -      | 2002 TC217               | 7 ottobre 2002    | NEAT                     |
| 216611 -      | 2002 TA223               | 7 ottobre 2002    | LINEAR                   |
| 216612 -      | 2002 TB271               | 9 ottobre 2002    | LINEAR                   |
| 216613 -      | 2002 TU281               | 10 ottobre 2002   | LINEAR                   |
| 216614 -      | 2002 TR376               | 5 ottobre 2002    | NEAT                     |
| 216615 -      | 2002 UK46                | 30 ottobre 2002   | LINEAR                   |
| 216616 -      | 2002 VK11                | 1 novembre 2002   | NEAT                     |
| 216617 -      | 2002 VO72                | 7 novembre 2002   | LINEAR                   |
| 216618 -      | 2002 VW84                | 7 novembre 2002   | LINEAR                   |
| 216619 -      | 2002 VM128               | 14 novembre 2002  | LINEAR                   |
| 216620 -      | 2002 VP133               | 5 novembre 2002   | LINEAR                   |
| 216621 -      | 2002 VD136               | 8 novembre 2002   | LINEAR                   |
| 216622 -      | 2002 WQ7                 | 24 novembre 2002  | NEAT                     |
| 216623 -      | 2002 WZ27                | 23 novembre 2002  | NEAT                     |
| 216624 Kaufer | 2002 XW37                | 9 dicembre 2002   | Heppenheim               |
| 216625 -      | 2002 XA77                | 11 dicembre 2002  | LINEAR                   |
| 216626 -      | 2002 YP9                 | 31 dicembre 2002  | LINEAR                   |
| 216627 -      | 2002 YM27                | 31 dicembre 2002  | LINEAR                   |
| 216628 -      | 2002 YX30                | 31 dicembre 2002  | LINEAR                   |
| 216629 -      | 2003 AT6                 | 2 gennaio 2003    | LINEAR                   |
| 216630 -      | 2003 AX38                | 7 gennaio 2003    | LINEAR                   |
| 216631 -      | 2003 BN24                | 25 gennaio 2003   | NEAT                     |
| 216632 -      | 2003 BX27                | 26 gennaio 2003   | NEAT                     |
| 216633 -      | 2003 BH46                | 27 gennaio 2003   | NEAT                     |
| 216634 -      | 2003 EB40                | 8 marzo 2003      | LINEAR                   |
| 216635 -      | 2003 FH3                 | 24 marzo 2003     | LINEAR                   |
| 216636 -      | 2003 FK96                | 30 marzo 2003     | LINEAR                   |
| 216637 -      | 2003 FV131               | 23 marzo 2003     | Sloan Digital Sky Survey |
| 216638 -      | 2003 GX8                 | 1 aprile 2003     | LINEAR                   |
| 216639 -      | 2003 GK21                | 7 aprile 2003     | Spacewatch               |
| 216640 -      | 2003 GN42                | 6 aprile 2003     | LONEOS                   |
| 216641 -      | 2003 GS42                | 8 aprile 2003     | NEAT                     |
| 216642 -      | 2003 GE48                | 9 aprile 2003     | NEAT                     |
| 216643 -      | 2003 KW9                 | 26 maggio 2003    | NEAT                     |
| 216644 -      | 2003 QY17                | 22 agosto 2003    | NEAT                     |
| 216645 -      | 2003 QD42                | 22 agosto 2003    | LINEAR                   |
| 216646 -      | 2003 QT56                | 23 agosto 2003    | LINEAR                   |
| 216647 -      | 2003 QZ103               | 31 agosto 2003    | NEAT                     |
| 216648 -      | 2003 SY206               | 26 settembre 2003 | LINEAR                   |
| 216649 -      | 2003 SA208               | 26 settembre 2003 | LINEAR                   |
| 216650 -      | 2003 TE11                | 14 ottobre 2003   | LONEOS                   |
| 216651 -      | 2003 TB49                | 3 ottobre 2003    | Spacewatch               |
| 216652 -      | 2003 UG15                | 16 ottobre 2003   | Spacewatch               |
| 216653 -      | 2003 UJ20                | 22 ottobre 2003   | LINEAR                   |
| 216654 -      | 2003 UT117               | 30 ottobre 2003   | LINEAR                   |
| 216655 -      | 2003 UA142               | 18 ottobre 2003   | LONEOS                   |
| 216656 -      | 2003 UM155               | 20 ottobre 2003   | LINEAR                   |
| 216657 -      | 2003 UL202               | 21 ottobre 2003   | LINEAR                   |
| 216658 -      | 2003 UE315               | 28 ottobre 2003   | LINEAR                   |
| 216659 -      | 2003 UP368               | 21 ottobre 2003   | Spacewatch               |
| 216660 -      | 2003 WO138               | 21 novembre 2003  | LINEAR                   |
| 216661 -      | 2003 XM11                | 12 dicembre 2003  | NEAT                     |
| 216662 -      | 2003 XN41                | 14 dicembre 2003  | NEAT                     |
| 216663 -      | 2003 YB36                | 19 dicembre 2003  | NEAT                     |
| 216664 -      | 2003 YZ51                | 18 dicembre 2003  | LINEAR                   |
| 216665 -      | 2003 YT87                | 19 dicembre 2003  | LINEAR                   |
| 216666 -      | 2004 AX20                | 15 gennaio 2004   | Spacewatch               |
| 216667 -      | 2004 BD16                | 18 gennaio 2004   | NEAT                     |
| 216668 -      | 2004 BJ38                | 19 gennaio 2004   | CSS                      |
| 216669 -      | 2004 BH42                | 19 gennaio 2004   | CSS                      |
| 216670 -      | 2004 BK52                | 21 gennaio 2004   | LINEAR                   |
| 216671 -      | 2004 BC57                | 23 gennaio 2004   | LINEAR                   |
| 216672 -      | 2004 BL72                | 23 gennaio 2004   | LINEAR                   |
| 216673 -      | 2004 BL87                | 23 gennaio 2004   | LONEOS                   |
| 216674 -      | 2004 BK106               | 26 gennaio 2004   | LONEOS                   |
| 216675 -      | 2004 BV108               | 28 gennaio 2004   | CSS                      |
| 216676 -      | 2004 CV1                 | 10 febbraio 2004  | NEAT                     |
| 216677 -      | 2004 DK6                 | 16 febbraio 2004  | Spacewatch               |
| 216678 -      | 2004 DD46                | 19 febbraio 2004  | LINEAR                   |
| 216679 -      | 2004 DC47                | 19 febbraio 2004  | LINEAR                   |
| 216680 -      | 2004 EC17                | 12 marzo 2004     | NEAT                     |
| 216681 -      | 2004 EX93                | 15 marzo 2004     | LINEAR                   |
| 216682 -      | 2004 FN137               | 29 marzo 2004     | LINEAR                   |
| 216683 -      | 2004 GT3                 | 10 aprile 2004    | CSS                      |
| 216684 -      | 2004 GF5                 | 11 aprile 2004    | NEAT                     |
| 216685 -      | 2004 GM45                | 12 aprile 2004    | Spacewatch               |
| 216686 -      | 2004 GW57                | 14 aprile 2004    | Spacewatch               |
| 216687 -      | 2004 GB61                | 15 aprile 2004    | LONEOS                   |
| 216688 -      | 2004 GA82                | 13 aprile 2004    | CSS                      |
| 216689 -      | 2004 HM1                 | 19 aprile 2004    | LINEAR                   |
| 216690 -      | 2004 HM11                | 19 aprile 2004    | LINEAR                   |
| 216691 -      | 2004 HM30                | 21 aprile 2004    | LINEAR                   |
| 216692 -      | 2004 HW50                | 23 aprile 2004    | NEAT                     |
| 216693 -      | 2004 NM7                 | 14 luglio 2004    | LINEAR                   |
| 216694 -      | 2004 OO5                 | 16 luglio 2004    | Siding Spring Survey     |
| 216695 -      | 2004 QY4                 | 21 agosto 2004    | Tucker, R. A.            |
| 216696 -      | 2004 QB7                 | 22 agosto 2004    | Broughton, J.            |
| 216697 -      | 2004 QX17                | 19 agosto 2004    | LINEAR                   |
| 216698 -      | 2004 RW142               | 8 settembre 2004  | NEAT                     |
| 216699 -      | 2004 RC154               | 10 settembre 2004 | LINEAR                   |
| 216700 -      | 2004 RH155               | 10 settembre 2004 | LINEAR                   |

## 216701-216800
| Nome               | Designazione provvisoria | Data di scoperta  | Scopritore           |
| ------------------ | ------------------------ | ----------------- | -------------------- |
| 216701 -           | 2004 RW162               | 11 settembre 2004 | LINEAR               |
| 216702 -           | 2004 RO174               | 10 settembre 2004 | LINEAR               |
| 216703 -           | 2004 RD175               | 10 settembre 2004 | LINEAR               |
| 216704 -           | 2004 RQ210               | 11 settembre 2004 | LINEAR               |
| 216705 -           | 2004 RU252               | 15 settembre 2004 | LINEAR               |
| 216706 -           | 2004 TU240               | 10 ottobre 2004   | LINEAR               |
| 216707 -           | 2004 XP164               | 12 dicembre 2004  | CSS                  |
| 216708 -           | 2004 YZ19                | 18 dicembre 2004  | Mount Lemmon Survey  |
| 216709 -           | 2005 AH60                | 15 gennaio 2005   | LINEAR               |
| 216710 -           | 2005 CC14                | 2 febbraio 2005   | Spacewatch           |
| 216711 -           | 2005 CD51                | 2 febbraio 2005   | Spacewatch           |
| 216712 -           | 2005 EN1                 | 3 marzo 2005      | Lowe, A.             |
| 216713 -           | 2005 EX7                 | 1 marzo 2005      | Spacewatch           |
| 216714 -           | 2005 EQ26                | 3 marzo 2005      | CSS                  |
| 216715 -           | 2005 EN31                | 2 marzo 2005      | CSS                  |
| 216716 -           | 2005 EK58                | 4 marzo 2005      | Spacewatch           |
| 216717 -           | 2005 EJ86                | 4 marzo 2005      | LINEAR               |
| 216718 -           | 2005 EN125               | 8 marzo 2005      | Mount Lemmon Survey  |
| 216719 -           | 2005 EQ156               | 9 marzo 2005      | CSS                  |
| 216720 -           | 2005 EW198               | 11 marzo 2005     | Mount Lemmon Survey  |
| 216721 -           | 2005 EX199               | 12 marzo 2005     | Spacewatch           |
| 216722 -           | 2005 EC286               | 1 marzo 2005      | CSS                  |
| 216723 -           | 2005 GX9                 | 1 aprile 2005     | Reddy, V.            |
| 216724 -           | 2005 GD21                | 3 aprile 2005     | NEAT                 |
| 216725 -           | 2005 GV43                | 5 aprile 2005     | LONEOS               |
| 216726 -           | 2005 GY50                | 1 aprile 2005     | LONEOS               |
| 216727 -           | 2005 GE69                | 2 aprile 2005     | CSS                  |
| 216728 -           | 2005 GC97                | 6 aprile 2005     | Mount Lemmon Survey  |
| 216729 -           | 2005 GT115               | 11 aprile 2005    | Spacewatch           |
| 216730 -           | 2005 GE123               | 6 aprile 2005     | Mount Lemmon Survey  |
| 216731 -           | 2005 GG156               | 10 aprile 2005    | Mount Lemmon Survey  |
| 216732 -           | 2005 GA169               | 12 aprile 2005    | Spacewatch           |
| 216733 -           | 2005 HN2                 | 17 aprile 2005    | Spacewatch           |
| 216734 -           | 2005 JP15                | 3 maggio 2005     | Spacewatch           |
| 216735 -           | 2005 JN23                | 3 maggio 2005     | Spacewatch           |
| 216736 -           | 2005 JU30                | 4 maggio 2005     | Spacewatch           |
| 216737 -           | 2005 JK83                | 8 maggio 2005     | Spacewatch           |
| 216738 -           | 2005 JA90                | 11 maggio 2005    | Mount Lemmon Survey  |
| 216739 -           | 2005 JH128               | 12 maggio 2005    | LINEAR               |
| 216740 -           | 2005 JR154               | 4 maggio 2005     | Mount Lemmon Survey  |
| 216741 -           | 2005 KG11                | 30 maggio 2005    | CSS                  |
| 216742 -           | 2005 LX5                 | 3 giugno 2005     | CSS                  |
| 216743 -           | 2005 LC45                | 13 giugno 2005    | Spacewatch           |
| 216744 -           | 2005 MN16                | 25 giugno 2005    | NEAT                 |
| 216745 -           | 2005 MG47                | 28 giugno 2005    | NEAT                 |
| 216746 -           | 2005 NR3                 | 1 luglio 2005     | Spacewatch           |
| 216747 -           | 2005 NC10                | 3 luglio 2005     | Mount Lemmon Survey  |
| 216748 -           | 2005 NT12                | 4 luglio 2005     | NEAT                 |
| 216749 -           | 2005 NR39                | 7 luglio 2005     | Broughton, J.        |
| 216750 -           | 2005 NR60                | 10 luglio 2005    | Spacewatch           |
| 216751 -           | 2005 ON31                | 18 luglio 2005    | NEAT                 |
| 216752 Kirbyrunyon | 2005 PR23                | 10 agosto 2005    | Buie, M. W.          |
| 216753 -           | 2005 QG31                | 22 agosto 2005    | NEAT                 |
| 216754 -           | 2005 QO68                | 28 agosto 2005    | Siding Spring Survey |
| 216755 -           | 2005 QF83                | 29 agosto 2005    | LONEOS               |
| 216756 -           | 2005 QU127               | 28 agosto 2005    | Spacewatch           |
| 216757 Vasari      | 2005 RT32                | 13 settembre 2005 | Casulli, V. S.       |
| 216758 -           | 2005 SX36                | 24 settembre 2005 | Spacewatch           |
| 216759 -           | 2005 SG45                | 24 settembre 2005 | Spacewatch           |
| 216760 -           | 2005 SC74                | 24 settembre 2005 | Spacewatch           |
| 216761 -           | 2005 SD124               | 29 settembre 2005 | LONEOS               |
| 216762 -           | 2005 SU134               | 29 settembre 2005 | Tucker, R. A.        |
| 216763 -           | 2005 SW160               | 27 settembre 2005 | Spacewatch           |
| 216764 -           | 2005 TF99                | 7 ottobre 2005    | CSS                  |
| 216765 -           | 2005 TG99                | 7 ottobre 2005    | CSS                  |
| 216766 -           | 2005 UK69                | 23 ottobre 2005   | NEAT                 |
| 216767 -           | 2005 UV159               | 22 ottobre 2005   | CSS                  |
| 216768 -           | 2005 UL199               | 25 ottobre 2005   | Spacewatch           |
| 216769 -           | 2005 UD382               | 26 ottobre 2005   | LINEAR               |
| 216770 -           | 2005 VX4                 | 3 novembre 2005   | LINEAR               |
| 216771 -           | 2005 WC45                | 22 novembre 2005  | Spacewatch           |
| 216772 -           | 2005 WY74                | 25 novembre 2005  | Spacewatch           |
| 216773 -           | 2006 BR8                 | 17 gennaio 2006   | NEAT                 |
| 216774 -           | 2006 HK31                | 18 aprile 2006    | NEAT                 |
| 216775 -           | 2006 HX38                | 21 aprile 2006    | Spacewatch           |
| 216776 -           | 2006 JC80                | 6 maggio 2006     | Mount Lemmon Survey  |
| 216777 -           | 2006 QV18                | 17 agosto 2006    | LINEAR               |
| 216778 -           | 2006 QG25                | 18 agosto 2006    | LONEOS               |
| 216779 -           | 2006 QL26                | 19 agosto 2006    | NEAT                 |
| 216780 Lilianne    | 2006 QP57                | 27 agosto 2006    | Young, J. W.         |
| 216781 -           | 2006 QQ62                | 23 agosto 2006    | LINEAR               |
| 216782 -           | 2006 QG116               | 27 agosto 2006    | LONEOS               |
| 216783 -           | 2006 QO122               | 29 agosto 2006    | CSS                  |
| 216784 -           | 2006 QV182               | 19 agosto 2006    | Spacewatch           |
| 216785 -           | 2006 RF36                | 14 settembre 2006 | NEAT                 |
| 216786 -           | 2006 RQ56                | 14 settembre 2006 | Spacewatch           |
| 216787 -           | 2006 RC66                | 14 settembre 2006 | Spacewatch           |
| 216788 -           | 2006 RQ90                | 15 settembre 2006 | Spacewatch           |
| 216789 -           | 2006 SU1                 | 16 settembre 2006 | Spacewatch           |
| 216790 -           | 2006 SD15                | 17 settembre 2006 | CSS                  |
| 216791 -           | 2006 SA17                | 17 settembre 2006 | Spacewatch           |
| 216792 -           | 2006 SN21                | 17 settembre 2006 | CSS                  |
| 216793 -           | 2006 SJ23                | 17 settembre 2006 | LONEOS               |
| 216794 -           | 2006 SE24                | 18 settembre 2006 | CSS                  |
| 216795 -           | 2006 SA50                | 19 settembre 2006 | OAM                  |
| 216796 -           | 2006 SA94                | 18 settembre 2006 | Spacewatch           |
| 216797 -           | 2006 SM135               | 20 settembre 2006 | NEAT                 |
| 216798 -           | 2006 SG218               | 27 settembre 2006 | OAM                  |
| 216799 -           | 2006 SM218               | 28 settembre 2006 | OAM                  |
| 216800 -           | 2006 SC271               | 27 settembre 2006 | LINEAR               |

## 216801-216900
| Nome               | Designazione provvisoria | Data di scoperta  | Scopritore              |
| ------------------ | ------------------------ | ----------------- | ----------------------- |
| 216801 -           | 2006 SW315               | 27 settembre 2006 | Spacewatch              |
| 216802 -           | 2006 SP358               | 30 settembre 2006 | CSS                     |
| 216803 -           | 2006 SA379               | 18 settembre 2006 | Becker, A. C.           |
| 216804 -           | 2006 SD381               | 27 settembre 2006 | Becker, A. C.           |
| 216805 -           | 2006 SU388               | 30 settembre 2006 | Becker, A. C.           |
| 216806 -           | 2006 SC390               | 30 settembre 2006 | Becker, A. C.           |
| 216807 -           | 2006 SE392               | 19 settembre 2006 | CSS                     |
| 216808 Tolmárgyula | 2006 TG11                | 14 ottobre 2006   | Sárneczky, K., Kuli, Z. |
| 216809 -           | 2006 TU31                | 12 ottobre 2006   | Spacewatch              |
| 216810 -           | 2006 TT49                | 12 ottobre 2006   | NEAT                    |
| 216811 -           | 2006 TK65                | 11 ottobre 2006   | NEAT                    |
| 216812 -           | 2006 TA118               | 3 ottobre 2006    | Becker, A. C.           |
| 216813 -           | 2006 UO16                | 17 ottobre 2006   | Mount Lemmon Survey     |
| 216814 -           | 2006 UO69                | 16 ottobre 2006   | CSS                     |
| 216815 -           | 2006 UM83                | 17 ottobre 2006   | Mount Lemmon Survey     |
| 216816 -           | 2006 UH84                | 17 ottobre 2006   | Mount Lemmon Survey     |
| 216817 -           | 2006 UX95                | 18 ottobre 2006   | Spacewatch              |
| 216818 -           | 2006 UQ231               | 21 ottobre 2006   | NEAT                    |
| 216819 -           | 2006 UK253               | 27 ottobre 2006   | Mount Lemmon Survey     |
| 216820 -           | 2006 UP266               | 27 ottobre 2006   | Spacewatch              |
| 216821 -           | 2006 UK285               | 28 ottobre 2006   | Mount Lemmon Survey     |
| 216822 -           | 2006 VD7                 | 10 novembre 2006  | Spacewatch              |
| 216823 -           | 2006 VL31                | 11 novembre 2006  | Spacewatch              |
| 216824 -           | 2006 VZ56                | 11 novembre 2006  | Spacewatch              |
| 216825 -           | 2006 VB68                | 11 novembre 2006  | Spacewatch              |
| 216826 -           | 2006 VX68                | 11 novembre 2006  | Spacewatch              |
| 216827 -           | 2006 VE100               | 11 novembre 2006  | Mount Lemmon Survey     |
| 216828 -           | 2006 VO100               | 11 novembre 2006  | CSS                     |
| 216829 -           | 2006 VC126               | 15 novembre 2006  | Spacewatch              |
| 216830 -           | 2006 VX130               | 15 novembre 2006  | CSS                     |
| 216831 -           | 2006 VN131               | 15 novembre 2006  | Spacewatch              |
| 216832 -           | 2006 VQ131               | 15 novembre 2006  | CSS                     |
| 216833 -           | 2006 VL150               | 9 novembre 2006   | NEAT                    |
| 216834 -           | 2006 WY25                | 18 novembre 2006  | Spacewatch              |
| 216835 -           | 2006 WC42                | 16 novembre 2006  | Mount Lemmon Survey     |
| 216836 -           | 2006 WW54                | 16 novembre 2006  | Spacewatch              |
| 216837 -           | 2006 WE110               | 19 novembre 2006  | Spacewatch              |
| 216838 -           | 2006 WD140               | 19 novembre 2006  | Spacewatch              |
| 216839 -           | 2006 WD199               | 25 novembre 2006  | Spacewatch              |
| 216840 -           | 2006 WN201               | 17 novembre 2006  | Spacewatch              |
| 216841 -           | 2006 XQ31                | 12 dicembre 2006  | Spacewatch              |
| 216842 -           | 2006 XY37                | 11 dicembre 2006  | Spacewatch              |
| 216843 -           | 2006 XE53                | 14 dicembre 2006  | Mount Lemmon Survey     |
| 216844 -           | 2006 XY65                | 12 dicembre 2006  | NEAT                    |
| 216845 -           | 2006 YR1                 | 17 dicembre 2006  | Mount Lemmon Survey     |
| 216846 -           | 2006 YD7                 | 20 dicembre 2006  | NEAT                    |
| 216847 -           | 2007 EP212               | 8 marzo 2007      | NEAT                    |
| 216848 -           | 2007 TC58                | 4 ottobre 2007    | Spacewatch              |
| 216849 -           | 2007 TX231               | 8 ottobre 2007    | Spacewatch              |
| 216850 -           | 2007 UV128               | 24 ottobre 2007   | Mount Lemmon Survey     |
| 216851 -           | 2007 VS168               | 5 novembre 2007   | Spacewatch              |
| 216852 -           | 2007 VR257               | 13 novembre 2007  | CSS                     |
| 216853 -           | 2007 WK43                | 19 novembre 2007  | Spacewatch              |
| 216854 -           | 2007 XX9                 | 5 dicembre 2007   | Mount Lemmon Survey     |
| 216855 -           | 2007 YW20                | 16 dicembre 2007  | Mount Lemmon Survey     |
| 216856 -           | 2007 YU61                | 30 dicembre 2007  | Mount Lemmon Survey     |
| 216857 -           | 2008 AF24                | 10 gennaio 2008   | Mount Lemmon Survey     |
| 216858 -           | 2008 AL85                | 13 gennaio 2008   | Spacewatch              |
| 216859 -           | 2008 AP101               | 7 gennaio 2008    | OAM                     |
| 216860 -           | 2008 BX18                | 29 gennaio 2008   | OAM                     |
| 216861 -           | 2008 BF35                | 30 gennaio 2008   | Mount Lemmon Survey     |
| 216862 -           | 2008 BK35                | 30 gennaio 2008   | Spacewatch              |
| 216863 -           | 2008 BF44                | 30 gennaio 2008   | CSS                     |
| 216864 -           | 2008 BG44                | 30 gennaio 2008   | CSS                     |
| 216865 -           | 2008 BH46                | 30 gennaio 2008   | Mount Lemmon Survey     |
| 216866 -           | 2008 CY169               | 12 febbraio 2008  | Mount Lemmon Survey     |
| 216867 -           | 2008 CP197               | 9 febbraio 2008   | Spacewatch              |
| 216868 -           | 2008 DT9                 | 26 febbraio 2008  | Spacewatch              |
| 216869 -           | 2008 DR24                | 28 febbraio 2008  | Mount Lemmon Survey     |
| 216870 -           | 2008 DL44                | 28 febbraio 2008  | Spacewatch              |
| 216871 -           | 2008 DV68                | 29 febbraio 2008  | Spacewatch              |
| 216872 -           | 2008 DB81                | 26 febbraio 2008  | Mount Lemmon Survey     |
| 216873 -           | 2008 DA84                | 18 febbraio 2008  | Mount Lemmon Survey     |
| 216874 -           | 2008 EC6                 | 2 marzo 2008      | Mount Lemmon Survey     |
| 216875 -           | 2008 EF40                | 4 marzo 2008      | Spacewatch              |
| 216876 -           | 2008 EL54                | 6 marzo 2008      | Spacewatch              |
| 216877 -           | 2008 FS54                | 28 marzo 2008     | Mount Lemmon Survey     |
| 216878 -           | 2008 FL60                | 29 marzo 2008     | CSS                     |
| 216879 -           | 2008 FS76                | 27 marzo 2008     | Spacewatch              |
| 216880 -           | 2008 FF118               | 31 marzo 2008     | Mount Lemmon Survey     |
| 216881 -           | 2008 GA32                | 3 aprile 2008     | Spacewatch              |
| 216882 -           | 2008 KE                  | 26 maggio 2008    | Healy, D.               |
| 216883 -           | 2008 QG41                | 21 agosto 2008    | Spacewatch              |
| 216884 -           | 2008 SR5                 | 22 settembre 2008 | LINEAR                  |
| 216885 -           | 2008 SD268               | 24 settembre 2008 | Spacewatch              |
| 216886 -           | 2008 US47                | 20 ottobre 2008   | Spacewatch              |
| 216887 -           | 2008 UR83                | 22 ottobre 2008   | Mount Lemmon Survey     |
| 216888 Sankovich   | 2008 VS3                 | 2 novembre 2008   | Kryachko, T. V.         |
| 216889 -           | 2008 YW17                | 21 dicembre 2008  | Mount Lemmon Survey     |
| 216890 -           | 2008 YL91                | 29 dicembre 2008  | Spacewatch              |
| 216891 -           | 2009 DN43                | 27 febbraio 2009  | Spacewatch              |
| 216892 -           | 2009 DS83                | 24 febbraio 2009  | Spacewatch              |
| 216893 Navina      | 2009 DP111               | 28 febbraio 2009  | Apitzsch, R.            |
| 216894 -           | 2009 FK2                 | 17 marzo 2009     | OAM                     |
| 216895 -           | 2009 HQ28                | 18 aprile 2009    | CSS                     |
| 216896 -           | 2009 HQ54                | 20 aprile 2009    | Spacewatch              |
| 216897 Golubev     | 2009 HJ58                | 24 aprile 2009    | Nevski, V.              |
| 216898 -           | 2009 HJ84                | 27 aprile 2009    | Spacewatch              |
| 216899 -           | 2009 HL84                | 27 aprile 2009    | Spacewatch              |
| 216900 -           | 2009 HV84                | 27 aprile 2009    | Spacewatch              |

## 216901-217000
| Nome          | Designazione provvisoria | Data di scoperta  | Scopritore                                                |
| ------------- | ------------------------ | ----------------- | --------------------------------------------------------- |
| 216901 -      | 2009 HO88                | 23 aprile 2009    | OAM                                                       |
| 216902 -      | 2009 HA92                | 29 aprile 2009    | Spacewatch                                                |
| 216903 -      | 2009 HD94                | 28 aprile 2009    | Cerro Burek                                               |
| 216904 -      | 2009 HP95                | 16 aprile 2009    | CSS                                                       |
| 216905 -      | 2009 HR95                | 18 aprile 2009    | Spacewatch                                                |
| 216906 -      | 2009 HX96                | 30 aprile 2009    | Spacewatch                                                |
| 216907 -      | 2009 JG                  | 2 maggio 2009     | OAM                                                       |
| 216908 -      | 2009 JQ                  | 3 maggio 2009     | OAM                                                       |
| 216909 -      | 2009 JB1                 | 4 maggio 2009     | OAM                                                       |
| 216910 Vnukov | 2009 JM4                 | 13 maggio 2009    | Andrushivka                                               |
| 216911 -      | 2009 KJ4                 | 24 maggio 2009    | Lowe, A.                                                  |
| 216912 -      | 2009 KW7                 | 22 maggio 2009    | Cerro Burek                                               |
| 216913 -      | 4533 P-L                 | 24 settembre 1960 | van Houten, C. J., van Houten-Groeneveld, I., Gehrels, T. |
| 216914 -      | 1084 T-2                 | 29 settembre 1973 | van Houten, C. J., van Houten-Groeneveld, I., Gehrels, T. |
| 216915 -      | 1194 T-2                 | 29 settembre 1973 | van Houten, C. J., van Houten-Groeneveld, I., Gehrels, T. |
| 216916 -      | 1159 T-3                 | 17 ottobre 1977   | van Houten, C. J., van Houten-Groeneveld, I., Gehrels, T. |
| 216917 -      | 1990 TH1                 | 14 ottobre 1990   | Spacewatch                                                |
| 216918 -      | 1995 UT23                | 19 ottobre 1995   | Spacewatch                                                |
| 216919 -      | 1996 AK8                 | 13 gennaio 1996   | Spacewatch                                                |
| 216920 -      | 1996 GW9                 | 13 aprile 1996    | Spacewatch                                                |
| 216921 -      | 1996 VC3                 | 9 novembre 1996   | Kolény, P., Kornoš, L.                                    |
| 216922 -      | 1997 MZ7                 | 29 giugno 1997    | Spacewatch                                                |
| 216923 -      | 1998 DM12                | 23 febbraio 1998  | Spacewatch                                                |
| 216924 -      | 1998 QV53                | 26 agosto 1998    | Zoltowski, F. B.                                          |
| 216925 -      | 1998 QE72                | 24 agosto 1998    | LINEAR                                                    |
| 216926 -      | 1998 QR88                | 24 agosto 1998    | LINEAR                                                    |
| 216927 -      | 1998 QQ89                | 24 agosto 1998    | LINEAR                                                    |
| 216928 -      | 1998 QB98                | 28 agosto 1998    | LINEAR                                                    |
| 216929 -      | 1998 QR99                | 26 agosto 1998    | Elst, E. W.                                               |
| 216930 -      | 1998 SD69                | 19 settembre 1998 | LINEAR                                                    |
| 216931 -      | 1998 UM16                | 23 ottobre 1998   | Korlević, K.                                              |
| 216932 -      | 1998 VM2                 | 10 novembre 1998  | ODAS                                                      |
| 216933 -      | 1998 YP21                | 26 dicembre 1998  | Spacewatch                                                |
| 216934 -      | 1999 KT19                | 16 maggio 1999    | CSS                                                       |
| 216935 -      | 1999 RJ43                | 13 settembre 1999 | Bell, G., Hug, G.                                         |
| 216936 -      | 1999 RS126               | 9 settembre 1999  | LINEAR                                                    |
| 216937 -      | 1999 RP137               | 9 settembre 1999  | LINEAR                                                    |
| 216938 -      | 1999 RU204               | 8 settembre 1999  | LINEAR                                                    |
| 216939 -      | 1999 SQ13                | 30 settembre 1999 | Spacewatch                                                |
| 216940 -      | 1999 TM16                | 13 ottobre 1999   | Kušnirák, P., Pravec, P.                                  |
| 216941 -      | 1999 TX20                | 7 ottobre 1999    | Tucker, R. A.                                             |
| 216942 -      | 1999 TF58                | 6 ottobre 1999    | Spacewatch                                                |
| 216943 -      | 1999 TZ60                | 7 ottobre 1999    | Spacewatch                                                |
| 216944 -      | 1999 TC61                | 7 ottobre 1999    | Spacewatch                                                |
| 216945 -      | 1999 TA108               | 4 ottobre 1999    | LINEAR                                                    |
| 216946 -      | 1999 TN236               | 3 ottobre 1999    | CSS                                                       |
| 216947 -      | 1999 TM258               | 9 ottobre 1999    | LINEAR                                                    |
| 216948 -      | 1999 TV322               | 14 ottobre 1999   | LINEAR                                                    |
| 216949 -      | 1999 UA63                | 19 ottobre 1999   | LINEAR                                                    |
| 216950 -      | 1999 VF46                | 3 novembre 1999   | LINEAR                                                    |
| 216951 -      | 1999 VV94                | 9 novembre 1999   | LINEAR                                                    |
| 216952 -      | 1999 VS102               | 9 novembre 1999   | LINEAR                                                    |
| 216953 -      | 1999 VS172               | 14 novembre 1999  | LINEAR                                                    |
| 216954 -      | 1999 XG44                | 7 dicembre 1999   | LINEAR                                                    |
| 216955 -      | 1999 XB46                | 7 dicembre 1999   | LINEAR                                                    |
| 216956 -      | 1999 XN72                | 7 dicembre 1999   | LINEAR                                                    |
| 216957 -      | 1999 XH225               | 13 dicembre 1999  | Spacewatch                                                |
| 216958 -      | 2000 AK24                | 3 gennaio 2000    | LINEAR                                                    |
| 216959 -      | 2000 AG26                | 3 gennaio 2000    | LINEAR                                                    |
| 216960 -      | 2000 AD51                | 3 gennaio 2000    | LINEAR                                                    |
| 216961 -      | 2000 AW195               | 8 gennaio 2000    | LINEAR                                                    |
| 216962 -      | 2000 AW227               | 12 gennaio 2000   | Spacewatch                                                |
| 216963 -      | 2000 BX36                | 30 gennaio 2000   | Spacewatch                                                |
| 216964 -      | 2000 CG31                | 2 febbraio 2000   | LINEAR                                                    |
| 216965 -      | 2000 DH58                | 29 febbraio 2000  | LINEAR                                                    |
| 216966 -      | 2000 EW4                 | 2 marzo 2000      | Spacewatch                                                |
| 216967 -      | 2000 EJ64                | 10 marzo 2000     | LINEAR                                                    |
| 216968 -      | 2000 EO80                | 5 marzo 2000      | LINEAR                                                    |
| 216969 -      | 2000 EL81                | 5 marzo 2000      | LINEAR                                                    |
| 216970 -      | 2000 FX55                | 27 marzo 2000     | LONEOS                                                    |
| 216971 -      | 2000 JG75                | 5 maggio 2000     | LINEAR                                                    |
| 216972 -      | 2000 KQ12                | 28 maggio 2000    | LINEAR                                                    |
| 216973 -      | 2000 KG36                | 27 maggio 2000    | LINEAR                                                    |
| 216974 -      | 2000 KW58                | 24 maggio 2000    | LONEOS                                                    |
| 216975 -      | 2000 NS3                 | 7 luglio 2000     | LINEAR                                                    |
| 216976 -      | 2000 NO13                | 5 luglio 2000     | LONEOS                                                    |
| 216977 -      | 2000 OA1                 | 25 luglio 2000    | Comba, P. G.                                              |
| 216978 -      | 2000 OE17                | 23 luglio 2000    | LINEAR                                                    |
| 216979 -      | 2000 QB2                 | 24 agosto 2000    | LINEAR                                                    |
| 216980 -      | 2000 QU21                | 24 agosto 2000    | LINEAR                                                    |
| 216981 -      | 2000 QD22                | 24 agosto 2000    | LINEAR                                                    |
| 216982 -      | 2000 QU38                | 24 agosto 2000    | LINEAR                                                    |
| 216983 -      | 2000 QG51                | 24 agosto 2000    | LINEAR                                                    |
| 216984 -      | 2000 QX117               | 25 agosto 2000    | LINEAR                                                    |
| 216985 -      | 2000 QK130               | 31 agosto 2000    | LINEAR                                                    |
| 216986 -      | 2000 QG158               | 31 agosto 2000    | LINEAR                                                    |
| 216987 -      | 2000 QP162               | 31 agosto 2000    | LINEAR                                                    |
| 216988 -      | 2000 QR223               | 21 agosto 2000    | LONEOS                                                    |
| 216989 -      | 2000 RB14                | 1 settembre 2000  | LINEAR                                                    |
| 216990 -      | 2000 RT20                | 1 settembre 2000  | LINEAR                                                    |
| 216991 -      | 2000 RC25                | 1 settembre 2000  | LINEAR                                                    |
| 216992 -      | 2000 RO40                | 3 settembre 2000  | LINEAR                                                    |
| 216993 -      | 2000 SQ                  | 19 settembre 2000 | Spacewatch                                                |
| 216994 -      | 2000 SM19                | 23 settembre 2000 | LINEAR                                                    |
| 216995 -      | 2000 SS46                | 23 settembre 2000 | LINEAR                                                    |
| 216996 -      | 2000 SN48                | 23 settembre 2000 | LINEAR                                                    |
| 216997 -      | 2000 ST51                | 23 settembre 2000 | LINEAR                                                    |
| 216998 -      | 2000 SP52                | 24 settembre 2000 | LINEAR                                                    |
| 216999 -      | 2000 SW52                | 24 settembre 2000 | LINEAR                                                    |
| 217000 -      | 2000 SS92                | 23 settembre 2000 | LINEAR                                                    |